# Monochamus scutellatus
Monochamus scutellatus (лат.) — вид жуков подсемейства ламиин (Lamiinae) из семейства усачей (Cerambycidae).

## Описание
Окраска тела тёмная. Длина тела 20—25 мм. Голова большая, с сильно развитыми мандибулами. Глаза сильно выемчатые, нижняя доля их значительно шире верхней доли. Усики более или менее тонкие, с очень сильно утолщенным 1-м члеником и чрезвычайно длинным 3-м члеником. У самок длина усиков приблизительно равна длине тела, у самцов они в 2—3 раза длиннее. Надкрылья длинные, слегка сужены к концу цилиндрические.

## Ареал
Северная Америка

## Подвиды
- Monochamus scutellatus scutellatus (LeConte, 1873) На побережье Атлантики — от Ньюфаундленд до Северной Каролины. На запад — через Миннесоту до Аляски.
- Monochamus scutellatus oregonensis Канада, США.

## Размножение
Личинки длиной до 40 мм, развиваются в стволах хвойных деревьев.. Личинки подвида Monochamus scutellatus oregonensis — в древесине деревьев рода Псевдотсуга, Сосна, Пихта. Развитие продолжается 9—14 месяцев.